# 2017年情報與安全法
《2017年情報與安全法》（荷蘭語：Wet op de inlichtingen- en veiligheidsdiensten 2017，簡稱為 Wiv 2017），又稱「網路監控法」、「網路竊聽法」、「天羅地網法」（荷蘭語：Sleepnetwet, Sleepwet），是荷蘭國安情報部門現行的法律框架，授權荷蘭情報與安全總局（AIVD）和軍情局（MIVD）監看、攔截網路上的資訊。2017年修法的新版《網路監控法》授予了情報部門更大的網路監控權，同時成立一個新的審查委員會（TIB）。原有的監管機構荷蘭情報和安全事務監督委員會（CTIVD）將負責於事後檢視所有的監看程序是否確實依規定辦理。新法也授權政府得將依法搜集到的網路資訊和外國政府分享。
荷蘭政府在2016年底將《網路監控法》送入國會審查，隨後下議院、上議院分別在2017年2月14日和7月11日拍板通過了法案。新法原定於2018年1月1日正式生效，取代原本的《2002年情報與安全法》（Wiv 2002），但因為審查委員人選的選定耗時超過預期，正式生效日順延至2018年5月1日。2018年3月21日，荷蘭針對新版《網路監控法》進行了建議性公民投票，投票結果以46.53%同意、49.44%反對的些微差距，反對實施新的網路監控法。儘管公投本身不具強制約束力，荷蘭政府已於4月6日發表聲明將針對新法做部分權力的限縮，受到調整的原始內容包括：與其他國家分享情報、情報的保留期限以及特定權力的行使等，但新法將如期在5月1日上路。

## 沿革
2012年，「2002年情報和安全服務法」（Wiv 2002）自2002年上路以來作為荷蘭國安情報部門的法律框架已有十年之久，執法期間尚未進行過法條的評估，對此下議院提出評估修法的要求。2013年2月，評估委員會成立，由史坦·德森斯（Stan Dessens）擔任主席，同年12月2日評估委員會向內政及王國關係部和國防部呈遞評估報告。委員會在報告中指出，為了打擊日漸猖狂的恐怖主義，必須建立更高程度的「控制、監督和透明度」，建議允許國安情報部門針對網路和電話電纜中的訊息進行無指定目標的大規模攔截。

### 立法歷程
荷蘭政府在2015年7月2日公佈了新版「情報和安全服務法」的初稿，並開放為期兩個月的時間，讓民眾上網對草案提供建言。政府收到了超過1100份建言，其中多半是對新法草案的批評，包括來自荷蘭皇家電信、Tele2、荷蘭中小企業皇家協會、荷蘭產業與雇主聯合會和荷蘭人權研究所等公司和組織。針對這一批評，政府於2016年4月提出了修訂後的法律草案，其中包括一個額外的審查委員會，不再將攔截訊息的費用轉嫁給服務提供者。
草案隨後送到了荷蘭國務院，國務院在2016年9月21日對新法草案提出了建議，新法因此再做了部分微調，並在10月底送交下議院審查。
下議院內政及王國關係委員會偕同專家學者舉行了三次聽證會，接著於2月7日的全體辯論期間提出了30多項修正案，其中絕大多數被政府回絕，並隨後在下議院表決時被否決。最終《2017年情報與安全法》分別於2017年2月14日和7月11日由下議院、上議院拍板通過。
| 2017年荷蘭國會的投票比例 | 2017年荷蘭國會的投票比例 | 2017年荷蘭國會的投票比例 |
| 政黨                     | 下議院席次               | 上議院席次               |
| ------------------------ | ------------------------ | ------------------------ |
| 自由民主人民黨           | 支持（40）               | 支持（13）               |
| 工黨                     | 支持（35）               | 支持（8）                |
| 社會黨                   | 反對（15）               | 反對（9）                |
| 基督教民主呼籲           | 支持（13）               | 支持（12）               |
| 自由黨                   | 支持（12）               | 支持（9）                |
| 民主66                   | 反對（12）               | 反對（10）               |
| 基督教聯盟               | 支持（5）                | 支持（3）                |
| 綠色左派                 | 反對（4）                | 反對（4）                |
| 改革政治黨               | 支持（3）                | 支持（2）                |
| 愛護動物黨               | 反對（2）                | 反對（2）                |
| 50PLUS                   | 支持（1）                | 支持（2）                |
| 波特斯／范克拉佛亨黨     | 支持（2）                | -                        |
| 霍蘭·范福利特            | 支持（1）                | -                        |
| 諾伯特·克廉              | 反對（2）                | -                        |
| 約翰·哈沃許              | 支持（1）                | -                        |
| 賈克·蒙納斯              | 支持（1）                | -                        |
| 獨立參議院黨團           | -                        | 支持（1）                |
| 合計支持票數與支持率     | 115（77%）               | 50（67%）                |

### 建議性公投

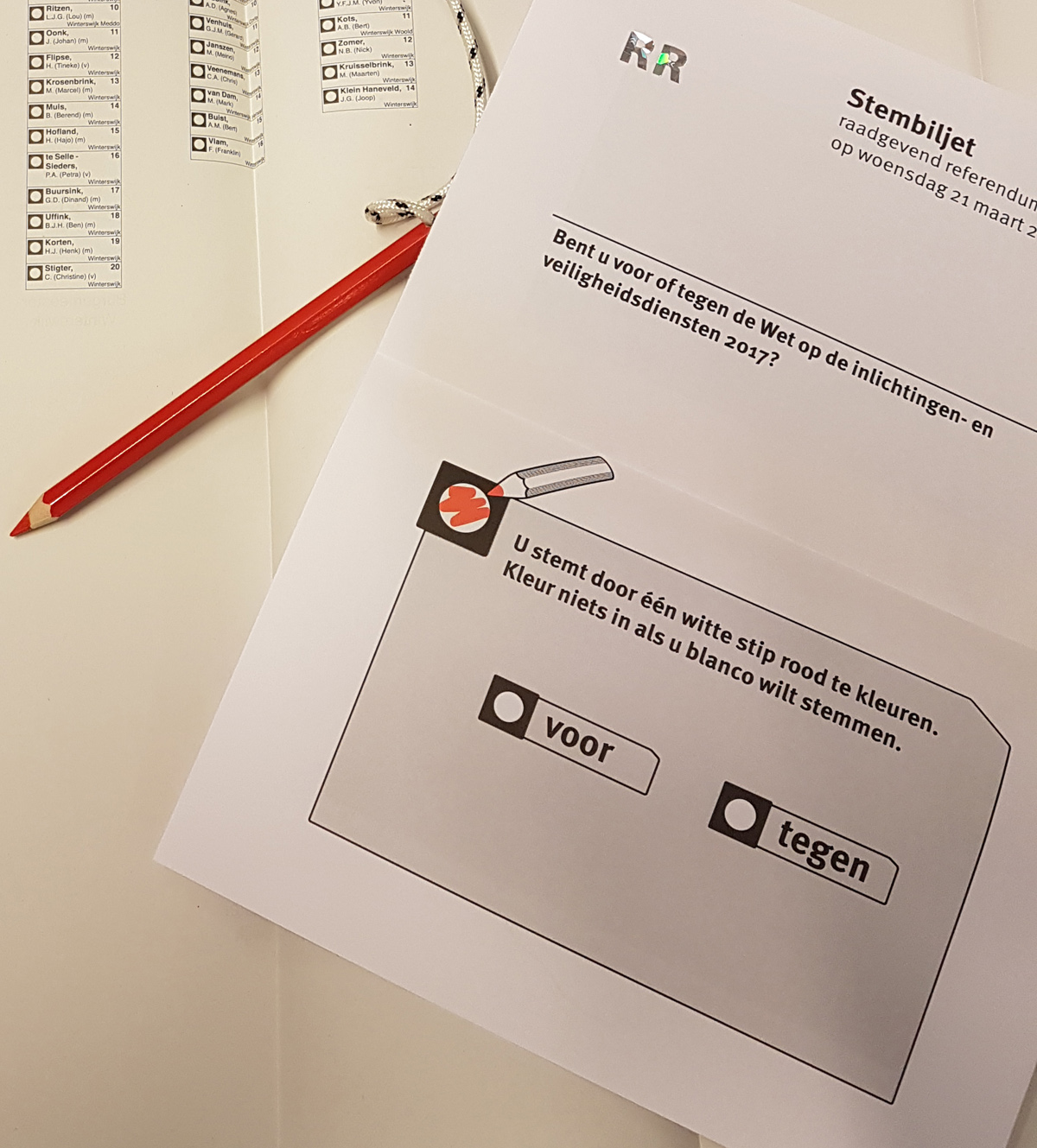
2018年網路監控法公投的投票單

根據《建議性公投法》規定，新的情報與安全法是可以進行公民投票的。公投連署最初是由阿姆斯特丹大學的五名法學院學生發起，他們成立了一個網站收集公投連署書。在公投連署期間，許多民間人權組織如「自由點滴」、「隱私優先」（Privacy First）和國際特赦組織，都表達反對新法的立場。連署很快地通過了提案階段的門檻（超過10,000份），並在11月1日由荷蘭選舉委員會（Kiesraad）公告已收到384,126份有效連署書，通過三十萬人的公投連署門檻。網路監控法的公投隨後於2018年3月21日與市政選舉合併進行。
網路監控法的公投以51.54%的投票率，通過30%的有效門檻，其中49.44%為反對、46.53%同意，公投結果為反對新的情報與安全法的實施。儘管公投本身不具強制約束力，仍迫使荷蘭政府重新考量反對新法的龐大民意，隨後於4月6日發表聲明，將針對新法做部分權力的限縮。

## 法案內容
過去在「2002年情報和安全服務法」授權下，針對無指定目標的大規模監控，國安情報部門只被允許攔截在自由空間中傳播的訊號，即無線電和衛星訊號。新的「2017年情報和安全服務法」將進一步授權情報與安全總局和軍情局進行「大規模攔截有線通信訊號」，但若調查對象是律師或記者時，必須事先得到海牙法院的許可。
此外，為了保障民眾的隱私權，新法設立了一個新的審查委員會（Toetsingscommissie Inzet Bevoegdheden, TIB）。
根據第3條規定，內政部長和國防部長必須分別定期就情報與安全總局和中情局的相關政策進行磋商，其依法第4條由情報與安全部門的協調單位負責。在過去，這項工作傳統上是由荷蘭總務部下設有自己的祕書處來負責。
協調單位同時也擔任「荷蘭安全和情報委員會」（Commissie Veiligheids- en Inlichtingendiensten Nederland, CVIN）主席一職；根據新法第5條規定，該委員會由總務部、內政和王國關係部、國防部、外交部和安全和司法部的代表組成。「安全和情報委員會」的工作是決定對某情報的需求，以及該情報的優先順序與覆蓋程度。根據上述資訊，相關部門進一步訂定為期四年的「整合特定計畫」（Geïntegreerde Aanwijzing, GA）。
在過去根據舊法規定，只有海外所得情報必須依循上述步驟，但在新法頒布後，國內情報與任務也將一併適用。因此，過去情報與安全總部依法獨立自訂法定任務，而在新法頒布後，所謂的「需求申報人」（即上述部會）對情報與安全總部的調查目標將擁有更高度的掌控力。

### 情報保存
根據新法第27條規定，針對透過「特殊權力」收集得到的情報，必須評估其與目的之間的相關性，一旦此情報與目的無關，便應將該情報立即銷毀。其餘一般性情報則應遵循以下規定：
- 絕大多數根據《情報與安全法》授權而得到的情報，若在一年之內（可視情況延長至1.5年）未被使用，則應被銷毀。此外，除非經法院許可，否則若情報涉及律師與客戶之間的對話，也必須被立即銷毀。
- 所有「研究導向」（無指定目標式的收集）的情報得保存三年，除了期間有被使用的部分情報，其餘在期限到後應立即銷毀。
- 含有DNA的證物，若於三個月內（可視情況延長至六個月）未被檢測，應立即銷毀。

《情報與安全法》第五章（第74條至第85條）規範了申請、同意與拒絕民眾請求查閱有關情報的細節，其中：第76條規定，對於與自身的個人資料有關的情報，民眾有權請求查閱情報部門的情蒐紀錄；第80條也明定針對某特定行政事務，民眾也有權請求查閱非個人資料的相關情蒐紀錄。

### 情報共享
《情報與安全法》第三章最末一節（第62條至70條）規範了分享國安情報部門（情報與安全總局和中情局）所收集的情報的限制。根據第62條規定，國安情報部門可以將情報傳送給部長、行政機構、其他組織或個人，以及與荷蘭國安情報部門合作的他國特勤局或情報部門。國內外合作的規則詳載於該法第六章（第86條至96條）。
根據第65條規定，國安情報部門可以令定其所傳送予乙方的所有情報，不得再其傳遞給第三方。這即是國際上所稱的「第三方條款」。

## 評估
根據第167條規定，政府每五年必須向下議院提交一份《情報與安全法》的效用與影響評估報告。第三任呂特政府的聯合協議決定提早首次評估的時程，委由獨立委員會在《2017年情報與安全法》上路的二年後進行第一次該法的評估。

## 註腳
1. 1 2 3  . Het Parool. 2017-10-31  [2018-07-01]. （原始内容存档于2018-08-04） （荷兰语）.
2. ↑  譚培、沈建一 (编). . 駐荷蘭台北代表處. 2017-07-31  [2018-07-01]. （原始内容存档于2018-07-03）.
3. ↑  轉角24小時. . 轉角國際. 2018-03-22  [2018-07-01]. （原始内容存档于2020-09-28）.
4. 1 2   [內閣限縮2017年情報與安全法]. rjiksoverheid.nl. 2018-04-06  [2018-07-03]. （原始内容存档于2018-06-13） （荷兰语）.
5. ↑   [德森斯委員會提交2002年情報和安全服務法的評估報告]. AIVD.   [2018-07-02]. （原始内容存档于2020-06-28） （荷兰语）.
6. 1 2  Persson, Michael.  [德森斯委員會：賦予AIVD更多權力]. de Volkskrant. 2013-12-02  [2018-07-02]. （原始内容存档于2018-07-03） （荷兰语）.
7. ↑   [情報和安全服務法]. Overheid.nl.   [2018-07-02]. （原始内容存档于2020-11-11） （荷兰语）.
8. ↑  Bezwaren Amnesty International Nederland.  [關於20xx年情報和安全服務的法案] (PDF). amnesty.nl. 2013-12-02  [2018-07-02]. （原始内容存档 (PDF)于2017-11-07） （荷兰语）.
9. ↑  Modderkolk, Huib.  [內閣堅持推行大規模網路監控]. de Volkskrant. 2016-04-29  [2018-07-02]. （原始内容存档于2020-05-17） （荷兰语）.
10. ↑  . Raad van State. 2016-09-21  [2018-07-03]. （原始内容存档于2018-08-31） （荷兰语）.
11. ↑  van der Beek, Pim.  [關於情報與安全法案的強烈批判意見]. Computable. 2016-12-13  [2018-07-02]. （原始内容存档于2020-10-28） （荷兰语）.
12. ↑  聽證會的議程與議題說明文宣： [聽證會／圓桌討論]. Tweede Kamer. 2016-12-15  [2018-07-02]. （原始内容存档于2020-09-27） （荷兰语）.
13. ↑   [提交20xx年情報和安全服務法草案的修正案]. 2017-02-08  [2018-07-03]. （原始内容存档于2020-04-16） （荷兰语）.
14. ↑  Ministerie van Binnenlandse Zaken en Koninkrijksrelaties.  [關於情報和安全服務法新法]. www.aivd.nl. 2017-09-17  [2018-07-03]. （原始内容存档于2017-09-04） （荷兰语）.
15. ↑   (PDF).   [2018-07-02]. （原始内容存档 (PDF)于2017-10-09）.
16. ↑  .   [2018-07-02]. （原始内容存档于2020-09-28）.
17. ↑  . www.sleepwet.nl. 2017-09-17  [2018-07-03]. （原始内容存档于2017-09-17） （荷兰语）.
18. ↑   [天羅地網法：三個投下反對票的理由]. Amnesty.nl. 2017-09-12  [2018-07-03]. （原始内容存档于2018-01-16） （荷兰语）.
19. ↑  . Staatscourant 2018, nr. 19469. 2018-04-04  [2018-07-03]. （原始内容存档于2020-10-22） （荷兰语）.
20. ↑  Modderkolk, Huid.  [政府對投下反對票的人伸出友善之手，是嗎？]. de Volkskrant. 2018-04-06  [2018-07-03]. （原始内容存档于2018-04-07） （荷兰语）.
21. ↑  Muller (2017)，第2b頁.
22. ↑  Muller (2017)，第2c頁.
23. ↑  Abels, Paul H. A. M.  [逆境中的浪潮？政治與政策漩渦中的特勤任務] (PDF). 萊頓大學演說. 2018-02-16  [2018-07-06]. （原始内容存档 (PDF)于2019-04-25） （荷兰语）.
24. ↑   [聯盟協議「對未來充滿信心」]. kabinetsformatie.nl. 2017-10-10  [2018-07-02]. （原始内容存档于2020-11-15） （荷兰语）.

## 外部連結
- （荷兰文）立法文本（页面存档备份，存于）
- （荷兰文）解釋性備忘錄（页面存档备份，存于）
- （荷兰文）司法展望專欄（页面存档备份，存于）
- （荷兰文）審查委員會議事規則